# Maciej Patrycy Pstrokoński
Maciej Patrycy Pstrokoński herbu Poraj (zm. w 1642/1643 roku) – stolnik sieradzki w 1642 roku, podstoli sieradzki w latach 1634-1640, łowczy sieradzki w latach 1633-1634.
Poseł na sejm nadzwyczajny 1637 roku.